# Knipolegus poecilocercus
Knipolegus poecilocercus е вид птица от семейство Tyrannidae.

## Разпространение
Видът е разпространен в Бразилия, Венецуела, Гвиана, Еквадор, Колумбия и Перу.